# Рудолф фон Лозенщайн-Гшвендт
Рудолф фон Лозенщайн-Гшвендт (на немски: Rudolf von Losenstein auf Gschwendt; ок. 1410; † 1449) е благородник от род Лозенщайн и господар в Гшвендт в Горна Австрия.

## Живот
Той е син на Бернхард I фон Лозенщайн († 1434) и първата му съпруга Анна фон Целкинг, дъщеря на Хайнрих фон Целкинг и Катарина фон дер Лайпа. Баща му се жени втори път за Беатрикс Вехингер, дъщеря на Конрад Вехингер. Бракът е бездетен. Тя се омъжва втори път 1434 г. за Леутолд фон Кранихфелд.
Рудолф наследява от баща си имението Гшвендт в Горна Австрия, което става собственост на фамилията през 1347 г. чрез роднината му Ото фон Фолкенсдорф, и основава линията с това име. Брат му Флориан фон Лозенщайн († 1456) наследява имението и дворец „Лозенщайнлайтен“ и основава линията с това име. Брат е и на Бертхолд фон Лозенщайн († 1443) и Хартнайд фон Лозенщайн-Лозенщайнлайтен († 1479), който също управлява имението и дворец „Лозенщайнлайтен“. Сестра му Катарина/Кристина фон Лозенщайн († 1456, Виена) е омъжена 1435 г. за Улрих (IV) фон Шерфенберг († 1456)
Рудолф умира през 1449 г. и е погребан в манастир Гарстен. Родът на господарите фон Лозенщайн измира по мъжка линия през 1692 г.

## Фамилия
Рудолф фон Лозенщайн-Гшвендт се жени 1434 г. за Магдалена фон Полхайм († 1469), дъщеря на Вилибалд фон Полхайм и Анна фон Рехберг. Те имат пет деца:
- Хадмар фон Лозенщайн
- Георг фон Лозенщайн-Гшвендт (* ок. 1440; † 1509, Айзенщат), хауптман на Щирия (1491 – 1494), хауптман в Австрия об дер Енс (1494 – 1501), женен на 24 януари 1475 (или 1470) за Анна фон Тьоринг (* 1455); имат 12 деца
- Бернхард фон Лозенщайн
- Анна фон Лозенщайн, омъжена за Вернер фон Зайболтсторф
- Маргарета фон Лозенщайн, омъжена за Конрад цу Хирнхайм